# Skyttesagen i Danmark
Skyttesagen i Danmark er rejst efter forbillede fra England, hvor der i 1859 dannedes frivillige skyttekorps. I Danmark var det artillerikaptajn og skoleofficer på den Kgl. Militære Højskole, H.P.V. Mønster, der gav stødet til skyttesagens opståen. I en artikel i Fædrelandet i januar 1861 skrev han for første gang om skyttesagen for at vække interesse for frivillige våbenøvelser rundt om i sognene. Denne appel var især rettet til godsejerne for at få dem til at tage sig af sagen, idet han ikke anså det for muligt at få oprettet en forening for hele landet med et sådant formål.
Artiklen medførte,at der allerede en måned efter var nedsat en komité, der opfordrede til oprettelse af skytteforeninger i alle dele af landet med det formål at opøve medlemmerne i riffelskydning.
Foreninger til skyttesagens fremme, riffelforeninger, oprettedes i hele Skandinavien, i Danmark i årene omkring 2. Slesvigske Krig i 1864 og fremefter, eksempelvis på Askov Højskole.